# 瀬口寿一郎
瀬口 寿一郎（せぐち じゅいちろう）は、日本人通訳。全日本通訳案内士連盟の創設者・初代理事長。全国通訳案内士。法学修士（中央大学）。

## 経歴・人物
1951年、高校2年で通訳案内業試験(現・通訳案内士試験)(英語)に合格。1952年、静岡県立静岡城内高等学校卒業。免許取得以降、日本交通公社をはじめ、主要インバウンド旅行業者においてガイドとして就業した。ファン・カルロス（のちのスペイン国王）夫妻等の国賓級VIPをはじめとして、重要団体のガイドとして豊富な経験を有する。通訳案内業の傍ら中央大学法学部を卒業、同大学院法学研究科修士課程 (刑事法専攻)を修了し、法学修士の学位を取得。1990年、円高によるインバウンド業界不況のため、帝国ホテルに転職し、デューティーマネージャーとなる。帝国ホテル定年退職後、神田外語キャリアカレッジにおいて、通訳案内業国家試験通信講座の主任講師を務めた。
1982年6月、通訳案内業者の同業者団体として全日本通訳案内業者連盟を設立。1994年4月、運輸大臣の認可を受け、事業協同組合としての法人格を取得、通訳案内業者の全国組織を発足させ理事長に就任し、同組合の基礎を築いた（組織の名称は2006年に「協同組合全日本通訳案内士連盟（英称：Japan Federation of Certified Guides）」に変更された）。2009年、医療通訳士・司法通訳士技能検定協会の設立に発起人の一人として参画した。